# Coronacrisis in het Verenigd Koninkrijk
De coronacrisis in het Verenigd Koninkrijk begon op 31 januari 2020, toen het Verenigd Koninkrijk de eerste twee besmettingen van het coronavirus SARS-CoV-2 in het land bevestigde. Deze gevallen werden vastgesteld bij twee Chinese staatsburgers in York, hoewel er later ook bericht is over een uit Tirol terugkerende Britse wintersporter die achteraf eerder besmet bleek. Hierna volgden meldingen in de graafschappen East Sussex, Surrey, Gloucestershire, Hertfordshire, Berkshire, Greater Manchester, en in de delen Noord-Ierland, Wales en Schotland. Sinds 5 mei 2020 is het qua doden het zwaarst getroffen Europese land.

## Vastgestelde besmettingen

### 2020

Aantal besmettingen (blauw) en doden (rood) door COVID-19. De stippellijnen geven het dagelijkse verschil aan.

Het aantal doden wordt betwist, het VK rekent alle doden mee waarvan een besmetting zeker is. Daarnaast worden ook de doden erbij gerekend, waarvan dit sterk werd vermoed.
- Op 31 januari 2020 werd het virus voor het eerst vastgesteld bij twee Chinese toeristen die verbleven in York.
- Op 4 maart was het aantal vastgestelde besmettingen opgelopen tot 85.
- Op 7 maart waren er 209 besmettingen vastgesteld.
- Op 10 maart waren er 384 besmettingen vastgesteld.
- Op 12 maart waren er 590 besmettingen vastgesteld. De grootste concentratie aan besmettingen was in Londen (104).
- Op 14 maart waren er 1.140 besmettingen vastgesteld. Er zijn tot nu toe 21 doden. De grootste concentratie aan besmettingen was in Londen (313).
- Op 17 maart waren er 1.950 besmettingen vastgesteld. Vermoed werd echter dat het werkelijke aantal besmettingen veel hoger lag, tot wel 55.000. Er waren tot dusver 60 doden. Ook waren er 65 patiënten hersteld. De grootste concentratie aan besmettingen was in Londen (621).
- Op 21 maart waren er 5.018 besmettingen vastgesteld. Er waren nu 233 doden. De grootste concentratie aan besmettingen was in Londen (1.965).
- In de maand april steeg het aantal besmettingen van 29.474 op 1 april naar 171.253 op 30 april, een stijging van ruim 140.000. Het aantal doden steeg van 3.095 op 1 april naar 26.771 30 april, een stijging van ruim 23.000.
- Op 5 mei werden er 191.000 besmettingen vastgesteld. Het dodental liep op tot 28.734. De regio Groot-Londen was nog steeds het hardste getroffen. Vanaf deze dag was het Verenigd Koninkrijk het zwaarst getroffen Europese land qua dodelijke slachtoffers: het land had Italië ingehaald.
- Op 6 mei meldde het land 200.000 besmettingen.
- Vanaf 10 mei mogen de Britten in Engeland weer buiten bewegen zonder limiet. Wales, Schotland, Noord-Ierland en Wales hebben hun eigen meer restrictief beleid.
- Tijdens de coronalockdown in mei 2020 kwam Dominic Cummings onder zware kritiek omdat hij, tegen de regels in die van regeringswege aan de bevolking waren opgelegd, toch over grote afstand (± 400 km) van Londen naar Durham reisde, terwijl hij al COVID-19-verschijnselen had. De regering bleef hem echter steunen.
- Vanaf 25 mei kondigde Boris Johnson nieuwe lockdown versoepelingen aan. Hierin staat dat vanaf 15 juni markten buiten weer mochten plaatsvinden. Niet-essentiële winkels mochten vanaf die datum ook weer hun deuren openen. Autodealers mochten eveneens openen. Deze versoepelingen zijn tot stand gekomen omdat het aantal besmettingen stabiel daalt in het land.
- Voor toeristen buiten het land is er een quarantaineplicht van 14 dagen. Dit werd bekendgemaakt toen de Britten te horen kregen dat pubs, restaurants en musea mochten heropenen. De quarantaineplicht wordt versoepeld voor een aantal landen waaronder Nederland en Finland. Deze maatregelen gelden alleen voor Engeland.
- Op 2 juli werd er een fout ontdekt in de vastgestelde besmettingen. Ruim 30.000 gevallen zijn dubbel geteld. Hiermee is het aantal besmettingen met 9% gedaald.
- Op 4 juli mochten eetgelegenheden weer open.

#### Engeland
In Engeland kwam de eerste positieve test op 31 januari in York. Dit aantal steeg begin maart aanzienlijk. Op 7 mei waren er bijna 132.000 gevallen, waarvan ruim 27.000 met dodelijke afloop. De regio Groot-Londen was het hardst getroffen.

#### Schotland
In Schotland kwam de eerste positieve coronatest op 1 maart. De eerste besmetting was vastgesteld bij een man die in het gebied Perth and Kinross woonde en vaak naar Noord-Italië had gereisd. Op 29 april waren er ruim 53.000 tests gedaan, waarvan er 11.034 positief waren. Op 9 mei was dit aantal gestegen naar 13.149 gevallen, waarvan 2.895 een fatale afloop hadden. De Schotse minister-president Nicola Sturgeon zei op 7 mei dat versoepelen van de lockdown catastrofaal kon aflopen. Het stedelijk gebied rond Glasgow was het hardst getroffen. Op 4 juli telde Schotland ruim 18.000 besmettingen

#### Wales
In Wales kwam het eerste COVID-19-geval op 28 februari, toen bij iemand die in Swansea woonde het virus werd vastgesteld. Deze persoon was net uit Italië teruggekeerd. Op 7 mei was het aantal gevallen gestegen tot bijna 11.000. De nationale gezondheidsorganisatie van Wales zei dat dit aantal waarschijnlijk nog hoger lag. Het aantal doden was op die datum gestegen tot 1.062. Het gebied ten noorden van Cardiff, bij Caerphilly, was het hardst getroffen. Aangezien het aantal nieuwe besmettingen redelijk leek af te vlakken, dacht de lokale regering na over eventuele versoepelingen. Wales telde op 4 juli ruim 15.000 besmettingen.

#### Noord-Ierland
In Noord-Ierland kwam de eerste positieve COVID-19-test op 29 februari. Het aantal vastgestelde besmettingen liep op tot ruim 4.000 op 8 mei. Het aantal doden was gestegen naar 427. Noord-Ierland telde naar verhouding redelijk weinig coronapatiënten vergeleken met Engeland en de Republiek Ierland. De regio rond Belfast was het hardst getroffen. In Noord-Ierland was het aantal besmettingen op 4 juli gestegen tot bijna 5.000.

### 2021
Op 2 januari 2021 werd een recordhoog aantal nieuwe besmettingen van 57.725 gemeld. Het aantal dagbesmettingen lag voor de vijfde dag op rij boven de 50.000.

## Maatregelen

### 2020

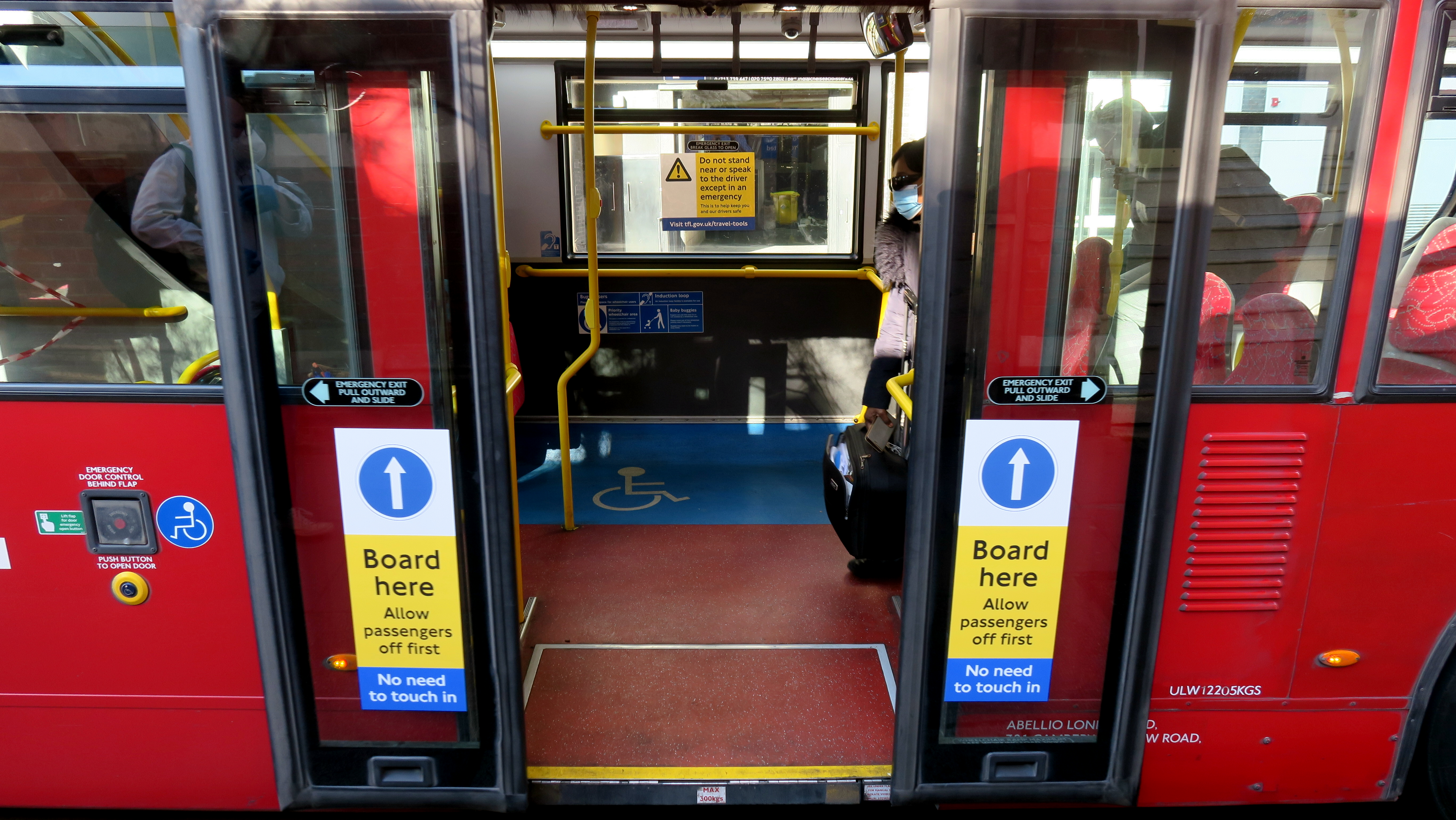
Passagiers hoefden niet in te checken bij de buschauffeur.

Tot 16 maart 2020 waren er, anders dan in andere Europese landen, in het Verenigd Koninkrijk nog nauwelijks maatregelen genomen om de verspreiding van het virus in te dammen. Pubs, restaurants en scholen bleven open. De regering wilde groepsimmuniteit kweken. Premier Boris Johnson riep Britten op om onnodige reizen en sociale contacten te mijden, maar vond verdere maatregelen nog niet nodig.
Op 18 maart werd aangekondigd dat de scholen na komende vrijdag 20 maart voor onbepaalde tijd gesloten zouden worden.
Koningin Elizabeth II verliet op 19 maart Londen en trok zich terug in haar residentie in Windsor Castle.
Op 20 maart kondigde Boris Johnson met onmiddellijke ingang de sluiting aan van alle sportfaciliteiten, restaurants, bars en andere uitgangsgelegenheden. Daarbij werden economische maatregelen genomen om het verlies van inkomsten te beperken voor zowel bedrijven als werknemers.
Terwijl het een week eerder had geleken alsof er niets aan de hand was, waarschuwde premier Johnson op 22 maart dat er binnen enkele weken een situatie kon ontstaan waarin de National Health Service de crisis niet meer aankon. Iedereen werd opgeroepen om thuis te blijven. Een paar weken later bleek Boris Johnson zelf besmet met het virus. Hij verbleef op de IC van het St Thomas' Hospital in Londen voor een paar dagen. Naar eigen zeggen hebben de medische specialisten zijn leven gered.
In september 2020 begon het aantal besmettingen weer te stijgen. Naar aanleiding hiervan werden er onder meer in Lancashire, Merseyside,  Midlands en West Yorkshire beperkende maatregelen doorgevoerd. De SARS-CoV-2-alfavariant, die zich later over de hele wereld verspreidde, werd in deze periode voor het eerst vastgesteld in Kent. Deze variant zorgde voor een snel stijgend aantal nieuwe besmettingen nadat de beperkingen weer waren opgeheven. In Engeland, Wales en Noord-Ierland werden in oktober weer strengere maatregelen doorgevoerd, waaronder het sluiten van scholen.
De MHRA, Medicines and Healthcare products Regulatory Agency (het medicijnagentschap van het VK), keurde het BNT162b2-vaccin op 2 december 2020 goed. Vaccinatie begon op V-Day, 8 december 2020.
Kort voor Kerstmis gingen Wales en Noord-Ierland in lockdown.